# Glin (Zločini iz prošlosti)
"Glin" (engl. Gleen) je druga epizoda prve sezone serije Zločini iz prošlosti.

## Sinopsis
Lili otvara slučaj iz 19. maja 1983, kada je u kući porodice Dejmer eksplodirala bomba u kojoj je stradala Dana, majka tada oko šestogodišnje a sada oko tridesetjednogodišnje Gven. Dana je bila usmrćena nepoznatim muškarcem, koji ju je uklonio bombom, kako ne bi izjavila bitne informacije na sudu.